# American Horror Story: NYC
American Horror Story: NYC – jedenasty sezon amerykańskiego serialu telewizyjnego American Horror Story. Składa się z dziesięciu odcinków, emitowanych przez stację FX między 19 października 2022 a 16 listopada 2022 roku. Polska premiera odbyła się na platformie Disney+ 7 grudnia 2022.
Zgodnie z antologiczną formą serialu, NYC stanowi osobny miniserial, niezależny od pozostałych sezonów. Akcja obejmuje wydarzenia z 1980 roku, kiedy w Nowym Jorku grasuje seryjny morderca, którego celem są homoseksualiści. Serial opowiada również o rozprzestrzenianiu się wirusa AIDS.
NYC, podobnie jak poprzednie sezony, został stworzony przez Ryana Murphy’ego i Brada Falchuka. Do obsady powrócili aktorzy z poprzednich serii: Denis O’Hare, Zachary Quinto, Billie Lourd, Leslie Grossman, Isaac Cole Powell, Rebecca Dayan, Sandra Bernhard i Patti LuPone. Po raz pierwszy w historii American Horror Story wystąpili Russell Tovey, Joe Mantello i Charlie Carver.

## Streszczenie fabuły
W 1981 roku grupa policjantów, w tym Patrick Read, prowadzą śledztwo w sprawie seryjnego mordercy, którego celem padają homoseksualiści. Zabójstwa wzbudzają ciekawość partnera Patricka, Gina Barelli, który jest dziennikarzem i chce napisać artykuł o mordercy, aby ostrzec resztę społeczności gejów przed niebezpieczeństwem. Gino rozpoczyna własne śledztwo i trafia do baru, gdzie rozmawia z Henrym Grantem, kolekcjonerem sztuki. Ten mówi mu, że w barze często przebywa podejrzany mężczyzna. Gino zostaje później odurzony i schwytany przez porywacza, pana Whitely. Ten uwalnia go po tym, jak zauważa na jego ciele tatuaż weterana wojennego. W międzyczasie po mieście grasuje morderca w lateksowej masce. Goni on młodego chłopaka. Jego współlokator, Adam Carpenter, próbuje odkryć tożsamość mordercy. W barze natrafia na zdjęcia wykonane przez Theo Gravesa. Ten mówi mu, że mężczyzna z fotografii to Big Daddy i nie żyje od dwóch lat. Adam trafia na Gino i zaczyna z nim współpracować. Na Fire Island doktor Hannah Wells odkrywa nowego, szybko rozprzestrzeniającego się wirusa. Spotyka się z pisarką Fran, która uważa, że jest to nowa broń biologiczna stworzona przez rząd USA. Lekarka zaczyna własne badania w szpitalu, gdzie zgłaszają się do niej homoseksualiści z objawami wirusowej choroby krwi.
Adam spotyka się z Theo w klubie, gdzie przebywa pan Whitely. Big Daddy zamyka bar od zewnątrz i podpala go koktajlem mołotowa. Wszyscy poszkodowani trafiają do szpitala gdzie Hannah pobiera od nich próbki krwi. Do szpitala przyjeżdża Patrick z Gino. Próbują oni schwytać porywacza, temu jednak udaje się uciec. Następnego dnia Theo zrywa z Samem dla Adama. Patrick wyjawia swoją orientację przed komendantem. Dostaje podejrzany telefon i jedzie do Central Parku, gdzie Big Daddy poluje na niego. Fran zatrudnia się w salonie tarota Kathy. Odwiedzają ją Adam, Hannah i Theo, wszyscy otrzymują kartę śmierci. Zaciekawiony opowieścią Adama przychodzi do niej również Gino. W trakcie seansu objawia się mu Shachath, która przekonuje go do odejścia z nią na tamten świat. W międzyczasie w domu byłej żony Patricka, napada na niego Big Daddy. Nie rani on go, jednak wieczorem wraca do mieszkania i dusi Barbarę. Pan Whitely ujawnia swój ostateczny plan – pragnie pokazać ciało złożone z różnych ofiar podczas zbliżającej się parady równości.
Henry spotyka się z lokalnym biznesmenem. Ten prosi go o pomoc w uciszeniu Gina, którego artykuły odstraszają mężczyzn od klubów gejowskich. Na Fire Island dwoje mężczyzn znajduje ciało w skórzanej masce zakopane na plaży. Dzwonią oni z prośbą o pomoc do Patricka. Ten jedzie tam wraz z Samem. Są śledzeni przez Gino i Henrego. W trakcie konfrontacji okazuje się, że to Patrick zabił mężczyznę podczas trójkąta z Samem w 1979. Wtedy to Henry wraz panem Whitely pomogli w pozbyciu się ciała. Patrick podejrzewa, że być może to pan Whitely jest poszukiwanym seryjnym mordercą. Henry i Gino zwabiają Whitely'ego do baru propozycją pracy. Ten atakuje Henrego i porywa go. Gino śledzi ich i dzwoni z prośbą o pomoc do Patricka. Wchodzą oni do siedziby mordercy. Ten powala ich i więzi. Henry uwalnia jedną rękę z łańcuchów. Wyznaje on, że wiedział o morderstwach dokonywanych przez Whitely'ego. W formie odkupienia odcina swoją dłoń, aby móc wyswobodzić Gino. Razem uwalniają Patricka, który strzela do mordercy.
Po schwytaniu pana Whitely'ego Patrick kompromituje w prasie policję i zwalnia się z pracy. W trakcie identyfikacji zwłok Adam zauważa, że w stworzonej istocie nie ma części z jego przyjaciela. Podejrzewa, że w mieście grasuje jeszcze jeden morderca, który zabija gejów z chorobą krwi. Wszyscy odbywają podróż na Fire Island, aby odpocząć od ostatnich zdarzeń. Patricka nękają liczne wizje, w których widzi Barbarę. Gino jest zaniepokojony naroślami, które znajdują się na ciałach jego i Patricka. Henry wyznaje Gino, że jest w nim zakochany i chronił go przed członkami mafii. Po odrzuceniu uczuć, Henry żali się Samowi. Ten odurza Theo drinkiem i więzi go w lesie, aby Henry mógł go wykorzystać. Big Daddy atakuje Gino i Adama. Patrick strzela go w głowę, ten jednak znika. Pojawia się później w lesie i odstrasza Henry'ego. Wokół ciała Theo zbierają się duchy zamordowanych homoseksualistów, którym ten robił zdjęcia. Chłopak umiera. Na jego pogrzebie Sam mdleje doświadczając serii wizji. Później również umiera, a Henry rozrzuca jego prochy na plaży. Hannah ginie we własnym mieszkaniu. Kiedy Adam dociera na miejsce, odkrywa kasety, na których lekarka dzieli się swoimi hipotezami na temat choroby. Adam rozwiesza po mieście ulotki, w których nakłania homoseksualistów, do używania zabezpieczeń w trakcie seksu. Kathy postanawia zakończyć karierę i zamyka łaźnie.
W 1987 roku Patrick ślepnie i podupada na zdrowiu. W szpitalu czuwa przy nim Gino. Później dostaje on serii wizji, tak samo jak Sam. Towarzyszem w podróży po kolejnych wizjach jest Barbara. Po seansie Patrick umiera z Gino przy swoim łóżku. Czuwa przy nim także Barbara, Kathy nucąca piosenkę Calling You oraz Big Daddy. Gino dołącza do ACT UP i żyje dalej z wirusem, kiedy ten zbiera coraz większe żniwo ofiar. Ostatecznie umiera dopiero w 1991 roku. Adam ma wygłosić przemowę w trakcie jego pogrzebu.

## Obsada i bohaterowie

### Obsada główna
- Russell Tovey jako Patrick Read
- Joe Mantello jako Gino Barelli
- Billie Lourd jako doktor Hannah Wells
- Denis O'Hare jako Henry Grant
- Charlie Carver jako Adam Carpenter
- Leslie Grossman jako Barbara Read
- Sandra Bernhard jako Fran
- Isaac Cole Powell jako Theo Graves
- Zachary Quinto jako Sam
- Patti LuPone jako Kathy Pizazz

### Goście specjalni
- Lee Aaron Rosen jako Kapitan Ross (odc. 1)
- Jared Reinfeldt jako John "Sully" Sullivan (odc. 1)
- Danny Garcia jako Chief Manney (odc. 1)
- Taylor Bloom jako Stewart (odc. 2-3, 8-9)
- Hannah Jane McMurray jako Shachath (odc. 5) (wcześniej grana przez Frances Conroy)
- Sis jako Dunaway (odc. 3)

### Obsada drugoplanowa
- Clara McGregor jako KK
- Quei Tann jako Lita
- Jeff Hiller jako Pan Whitely
- Kyle Beltran jako Morris
- Brian Ray Norris jako Detektyw Mulcahey
- Matthew William Bishop jako Big Daddy
- Kal Penn jako Mac Marzara
- Rebecca Dayan jako Alana
- Casey Thomas Brown jako Hans Henkes
- Hale Appleman jako Daniel Kanowicz
- Gideon Glick jako Cameron Dietrich

## Lista odcinków
| Nr | Nr | Tytuł oryginalny           | Tytuł polski              | Reżyseria      | Scenariusz                           | Data premiery (Stany Zjednoczone) | Data premiery (Polska) |
| --- | -- | -------------------------- | ------------------------- | -------------- | ------------------------------------ | --------------------------------- | ---------------------- |
| 114 | 1  | Something's Coming         | Coś się zbliża            | John J. Gray   | Ryan Murphy Brad Falchuk             | 19 października 2022              | 7 grudnia 2022         |
| W 1981 roku lokalny reporter New York Native, Gino Barelli, naciska na swojego chłopaka, detektywa Patricka Reada, aby uzyskać informacje dotyczące serii zabójstw wymierzonych w homoseksualistów. Patrick odmawia podania informacji Gino ze strachu przed ujawnieniem swojej orientacji policji. W barze, w którym według Gino bywa zabójca, surrealistyczny kolekcjoner sztuki, Henry, opowiada mu o podejrzanym bywalcu, który ma słabość do koktajlu Mai Tai. Następnie Gino zostaje odurzony i schwytany przez nieznanego napastnika. Tymczasem współlokator Adama Carpentera znika w Central Parku, a mężczyzna w lateksowej skórze goni go. Adam znajduje zdjęcie napastnika i szuka fotografa, Theo Gravesa, który wykonał zdjęcie. Theo zapewnia Adama, że mężczyzna na fotografii, Big Daddy, nie żyje od dwóch lat. Na Fire Island, próbując powstrzymać nowego wirusa odkrytego przez doktor Hannah Wells, policjanci stanowi strzelają i zabijają stado jeleni. |    |                            |                           |                |                                      |                                   |                        |
| 115 | 2  | Thank You for Your Service | Dziękujemy za służbę      | Max Winkler    | Ned Martel Charlie Carver Manny Coto | 19 października 2022              | 7 grudnia 2022         |
| Porywacz Gino, pan Whitely, uwalnia go po zauważeniu morskiego tatuażu mężczyzny. Następnego dnia pan Whitely odwiedza gabinet doktora Wellsa zmartwiony nieuleczalną wysypką. Gino mówi Adamowi o swoim uprowadzeniu i podkreśla, że policja im nie pomoże. Adam przekonuje go, by założył numer telefonu, na który ludzie będą mogli zgłaszać kolejne tropy w sprawie morderstw. Zaniepokojona zabójstwami była żona Patricka, Barbara, przedstawia Gino skrzyneczkę z przyrządami BDSM, które Patrick trzymał w ukryciu. Policja nęka Adama za ulotki wyśmiewające policję za bezczynność. Tej nocy Adam ma złowrogie przeżycia w metrze i na imprezie w magazynie. Gino i Patrick idą do "skórzanego baru", aby wypatrywać zabójcy. Pan Whitely zamawia pewnemu mężczyźnie Mai Tai, po czym dźga go w szyję i znika. Nowo zatrudniona miejscowa pisarka, Fran, spotyka się z doktor Wellse i twierdzi, że za wirusa odpowiada rząd USA. Chłopak Theo, bogaty kurator sztuki erotycznej, Sam, przetrzymuje w klatce młodego mężczyznę Stewarta. Policja odkrywa części ciał ofiar w zaułku zawieszone na hakach do mięsa. |    |                            |                           |                |                                      |                                   |                        |
| 116 | 3  | Smoke Signals              | Znaki dymne               | John J. Gray   | Brad Falchuk Manny Coto              | 26 października 2022              | 7 grudnia 2022         |
| Fran uważa, że nowy wirus ma służyć jako broń biologiczna. Więzień Sama, Stewart, ucieka. Patrick przesłuchuje Sama, który twierdzi, że wszystko odbyło się za obopólną zgodą. Telefon od pana Whitely'ego prowadzi Patricka na imprezę w magazynie. Tam podąża za zaprzęgniętym mężczyzną na zaplecze i biczuje go. Adam i Theo idą na randkę do Baru Wniebowstąpienia, gdzie chłopak twierdzi, że Big Daddy wciąż żyje. Whitely zamawia Adamowi Mai Tai. Tymczasem Big Daddy zamyka drzwi baru i podpala klub koktajlem Mołotowa. Wszyscy poszkodowani trafiają do szpitala, gdzie doktor Wells pobiera krew od mężczyzn do badań. Pan Whitely ucieka, a Gino i Patrick ścigają go po szpitalu. Whitely więzi Gino w kostnicy i zamyka go w zamrażarce. |    |                            |                           |                |                                      |                                   |                        |
| 117 | 4  | Black Out                  | Zaciemnienie              | Jennifer Lynch | Ned Martel Charlie Carver            | 26 października 2022              | 14 grudnia 2022        |
| Awarie sieci energetycznej powodują przerwy w dostawie prądu w całym mieście. Patrick ratuje Gino z kostnicy. Gino błaga Kathy, właścicielkę miejscowej łaźni, o możliwość przeprowadzenia wywiadu w sprawie morderstw. Hans, szef imprez w magazynie, zostaje znaleziony martwy przez swojego przyjaciela Daniela. Theo zrywa z Samem dla Adama. Sam przechwytuje Adama na ulicy i zabiera go na przejażdżkę. Oświadcza, że Theo będzie się nim nudzić. Patrick wyjawia prawdę na temat swojej orientacji do kapitana Marzary. Barbara obawia się, że to Patrick może być zabójcą i pokazuje jego skórzaną maskę Gino. Whitely dzwoni do Patricka na komisariat. W Central Parku Big Daddy poluje na Patricka z buławą łańcuchową. Adam i Daniel zachęcają innych do zorganizowania imprezy w magazynie z powodu awarii zasilania. Gino konfrontuje Patricka z maską i prosi o wyjawienie prawdy. Później traci przytomność. Daniel z przyjacielem podążają za Whitely'm do jego bloku. Cała trójka jest w windzie, kiedy wyłącza się zasilanie, a Whitely wymachuje przed nimi nożem. |    |                            |                           |                |                                      |                                   |                        |
| 118 | 5  | Bad Fortune                | Pech                      | Paris Barclay  | Our Lady J Jennifer Salt             | 2 listopada 2022                  | 21 grudnia 2022        |
| Kathy zatrudnia Fran do wróżenia w jej sklepie z tarotem. Hannah, Adam i Theo odwiedzają sklep i wszyscy otrzymują kartę śmierci. Gino, zaciekawiony opowiadaniem Adama, również odwiedza salon tarota i sprawdza swój własny los. Objawia się mu Shachath, Anioł Śmierci i zachęca go, by ją pocałował. W międzyczasie Hannah odwiedza ginekologa i odkrywa, że jej liczba czerwonych krwinek jest niska. Zwierza się Adamowi, że on i inne ofiary pożaru Klubu Wniebowstąpienia również mają niski poziom czerwonych krwinek. Big Daddy atakuje Patricka w mieszkaniu Barbary, a później dusi ją na śmierć. Pan Whitely ujawnia swój ostateczny plan: pokazanie ciała złożonego z różnych ofiar podczas zbliżającej się parady równości, aby pokazać swoją pogardę i wstręt dla całej społeczności gejowskiej. |    |                            |                           |                |                                      |                                   |                        |
| 119 | 6  | The Body                   | Ciało                     | John J. Gray   | Brad Falchuk Manny Coto Our Lady J   | 2 listopada 2022                  | 28 grudnia 2022        |
| Dwóch mężczyzn znajduje ciało w skórzanym kapturze na plaży na Fire Island. Dzwonią oni do Patricka i proszą o pomoc. Henry zaczepia Gino w jego mieszkaniu i grozi mu, twierdząc, że artykuły o morderstwach utrudniają biznesy właścicielom gejowskich klubów. Gino zauważa, że Patrick wsiada z Samem do samochodu. Gino i Henry podążają za nimi na Fire Island, gdzie Patrick wyjawia, że spotkał Sama w 1979 roku. Mieli trójkąt z młodym mężczyzną. Ten umarł w trakcie stosunku poprzez uduszenie. Sam wezwał wówczas Henry'ego, aby pozbył się za nich ciała. Henry przyprowadził ze sobą pana Whitely'ego, aby rozczłonkował zwłoki. Patrick wnioskuje, że współpracownik Henry'ego musi być zabójcą Mai Tai, na podstawie dokładności cięć ciał ofiar. Henry i Gino zwabiają Whitely'ego do baru propozycją pracy. Wewnątrz Henry idzie za Whitely'm do łazienki, a Whitely dźga go w szyję środkiem uspokajającym. Gino dzwoni do Patricka z prośbą o pomoc. |    |                            |                           |                |                                      |                                   |                        |
| 120 | 7  | The Sentinel               | Strażnik                  | Paris Barclay  | Our Lady J Manny Coto                | 9 listopada 2022                  | 4 stycznia 2022        |
| Gino i Patrick wchodzą do lokalu Whitely'ego, w zakładzie przetwórstwa mięsnego. Whitley natychmiast powala ich i przykuwa kajdankami do stołów. Chce on, aby to Patrick przekazał jego tworowi serce. Henry'emu udaje się uwolnić jedną rękę. Przyznaje on, że był świadomy, że Whitley był zabójcą, dlatego w formie zadośćuczynienia odcina sobie drugą rękę piłą, by uwolnić Gino. Uwalniają oni Patricka, a Whitley desperacko próbuje wyjaśnić motywy swoich działań. Patrick strzela w jego głowę. Złapawszy zabójcę Mai Tai, Patrick kompromituje nowojorską policję w prasie i odchodzi z policji. Zaczyna też mieć przewidzenia w których widzi Barbarę. Hannah, która czuje się coraz gorzej prosi matkę, czy mogłaby do niej przyjechać. Adam uważa, że po mieście musi grasować jeszcze jeden zabójca, ponieważ Whitley zabił tylko siedem osób. |    |                            |                           |                |                                      |                                   |                        |
| 121 | 8  | Fire Island                | Wyspa Ognia               | Jennifer Lynch | Ned Martel Charlie Carver Our Lady J | 9 listopada 2022                  | 11 stycznia 2023       |
| Na łodzi w drodze na Fire Island Adam martwi się, że Theo zachorował. Na wyspie Patrick rozwiewa obawy Gino dotyczące podejrzanych narośli na ich ciałach. Patrick dostaje kolejnych przewidzeń, w których widzi Barbarę. Henry wyznaje Gino, że jest w nim zakochany i chronił go przed członkami mafii. Fran i jej przyjaciółki odstraszają Big Daddy'ego. Ten później atakuje Gino i Adama. Patrick strzela mu w głowę, ten jednak znika. Sam odurza Theo drinkiem i wiąże go w lesie, aby Henry mógł go wykorzystać. W lesie pojawia się jednak Big Daddy i przegania Henry'ego. Przed Theo ukazują się dusze zmarłych homoseksualistów, którym ten robił niegdyś zdjęcia. Chłopak umiera. |    |                            |                           |                |                                      |                                   |                        |
| 122 | 9  | Requiem 1981/1987 part 1   | Requiem 1981/1987 część 1 | Our Lady J     | Our Lady J                           | 16 listopada 2022                 | 18 stycznia 2023       |
| W 1981 roku na pogrzebie Theo Sam mdleje i doświadcza serii wizji. Najpierw jest leczony przez pielęgniarza, który objawia się mu jako Billy. Następnie lekarz, pod postacią Theo, mówi mu, że umiera na zapalenie płuc. Theo prowadzi Sama przez korytarz i pokazuje mu innych mężczyzn (Danny'ego i Stewarta), z którymi uprawiali seks; oboje umierają. Sam widzi później siebie, osłabionego i umierającego. Następnie Henry prowadzi Sama przez dalsze wizje. Przebywa on w klatce, gdzie Henry staje się jego oprawcą. Później widzi on, jak jego ojciec i pierwszy szef są bici i katowani. Na koniec on sam jest ofiarą tortur. Następnie na plaży Sam demaskuje Big Daddy'ego. Ukazuje się mu oblicze pięknego mężczyzny, z którym ten później się całuje. Henry rozrzuca prochy Sama na plaży. W 1987 roku stan Patricka pogarsza się a Gino opiekuje się nim. W szpitalu lekarz mówi mu, że ślepota jest nieodwracalna. Patrick prowadzony jest przez serię wizji, towarzyszy mu Barbara. W 1980 roku ponownie przeżywają moment, w którym Patrick spotkał Gino podczas śledztwa. W 1977 roku Mulcahey nakrywa Patricka i jego byłego partnera w policji, Steve'a, w trakcie pocałunku. Patrick zrzuca winę na chłopaka, aby zachować posadę w policji. Następnie Patrick widzi siebie krojącego zwłoki pod nadzorem Whitleya. Później ukazuje się mu wspomnienie z dzieciństwa, w którym ten jest słownie maltretowany przez swojego szorstkiego i homofobicznego ojca. Obecnie Patrick umiera z Gino obok siebie. Widzi on Kathy nucącą przy jego łóżku z Barbarą i Big Daddym w pobliżu. |    |                            |                           |                |                                      |                                   |                        |
| 123 | 10 | Requiem 1981/1987 part 2   | Requiem 1981/1987 część 2 | Jennifer Lynch | Ned Martel Charlie Carver            | 17 grudnia 2014                   | 18 grudnia 2014        |
| W 1981 roku Adam przybywa do mieszkania Hannah. Widzi jak policja zabiera jej zwłoki. W mieszkaniu znajduje on kasety z jej nagraniami. Odsłuchuje je, aby dowiedzieć się, co się stało. Słyszy, jak Hannah gwałtownie kaszle, co prowadzi go do błędnego wniosku, że została zaatakowana. Teorię tę podważa lekarka sądowa. Inne nagranie ujawnia, że wirus może być przenoszony drogą płciową. Adam przypomina sobie spotkanie seksualne bez zabezpieczenia w parku z innym mężczyzną i zdaje sobie sprawę, że przekazał wirusa Hannah, kiedy została zapłodniona jego nasieniem. Wstrząśnięty odkryciami Hannah, Adam drukuje ulotki zachęcające do używania prezerwatyw i rozwiesza je po mieście. Odwiedza on Kathy w łaźni, gdzie ta wyjawia, że nie zamierza już występować. Mówi ona Adamowi, żeby cieszył się życiem, póki jest jeszcze młody. W 1987 roku Gino przygotowuje się do wygłoszenia przemowy na pogrzebie Patricka, w obecności ich przyjaciół i rodziny partnera. Następnie Gino dołącza do ACT UP i nadal żyje z wirusem. Big Daddy (symbolizujący wirusa) zbiera coraz większe żniwo ofiar i wciąż zaraża członków społeczności gejowskiej. Ostatecznie Gino umiera w 1991 roku. Adam ma wygłosić mowę pochwalną na jego pogrzebie. |    |                            |                           |                |                                      |                                   |                        |

## Produkcja
9 stycznia 2020 roku American Horror Story zostało przedłużone na trzynasty sezon. W lutym 2022 roku prezes FX, John Landgraf, zapowiedział, że jedenasty sezon będzie zawierał tylko jedną historię, w przeciwieństwie do Podwójnego seansu, chociaż będzie się toczyć w różnych ramach czasowych. 29 września 2022 roku oficjalny tytuł sezonu brzmiał NYC. 6 października 2022 roku na stronach programu w mediach społecznościowych opublikowano zwiastun nadchodzącego sezonu. Premiera sezonu miała miejsce 19 października 2022 roku.

### Casting
Przed oficjalnym ogłoszeniem obsady, Billie Lourd, Charlie Carver, Isaac Cole Powell i Sandra Bernhard byli widziani na planie filmowym. Ponadto w sezonie pojawili się Zachary Quinto, Patti LuPone i Joe Mantello. 30 sierpnia 2022 roku weteran serialu Denis O'Hare potwierdził swój występ na Twitterze. W sezonie pojawili się także Leslie Grossman, Russell Tovey, Rebecca Dayan, Kal Penn i Gideon Glick.

### Zdjęcia
Filmowanie oficjalnie rozpoczęło się w Nowym Jorku 14 czerwca 2022 roku, a zakończyło 28 października 2022 roku.